# Haponivka, Krasnopillea
Haponivka (în ucraineană Гапонівка) este un sat în comuna Cerneciciîna din raionul Krasnopillea, regiunea Sumî, Ucraina.

## Demografie
Componența lingvistică a localității Haponivka
     Ucraineană (100%)
Conform recensământului din 2001, toată populația localității Haponivka era vorbitoare de ucraineană (100%).